# Hace
Hace je priimek v Sloveniji, ki ga je po podatkih Statističnega urada Republike Slovenije na dan 1. januarja 2010 uporabljalo 206 oseb.

## Znani nosilci priimka
- Drago Hace (1930—2005), hrvaški kemijski tehnolog
- Izabela Hace, violinistka
- Jani Hace (*1964), glasbenik kitarist
- Matevž Hace (1910—1979), partizanski pisatelj, politični delavec
- Tone Hace (1917—1988), kriminalec, znamenit ropar med vojnama